# St. Martins (Misuri)
St. Martins es una ciudad ubicada en el condado de Cole en el estado estadounidense de Misuri. En el Censo de 2010 tenía una población de 1140 habitantes y una densidad poblacional de 232,03 personas por km².

## Geografía
St. Martins se encuentra ubicada en las coordenadas 38°35′45″N 92°19′53″O / 38.59583, -92.33139. Según la Oficina del Censo de los Estados Unidos, St. Martins tiene una superficie total de 4.91 km², de la cual 4.9 km² corresponden a tierra firme y (0.37%) 0.02 km² es agua.

## Demografía
Según el censo de 2010, había 1140 personas residiendo en St. Martins. La densidad de población era de 232,03 hab./km². De los 1140 habitantes, St. Martins estaba compuesto por el 95.35% blancos, el 1.14% eran afroamericanos, el 0.26% eran amerindios, el 0.7% eran asiáticos, el 0% eran isleños del Pacífico, el 0.96% eran de otras razas y el 1.58% pertenecían a dos o más razas. Del total de la población el 1.23% eran hispanos o latinos de cualquier raza.